# Моліна (Чилі)
Моліна (ісп. Molina) — місто в Чилі. Адміністративний центр однойменної комуни. Населення - 27203 чоловік (2002). Місто і комуна входить до складу провінції Курико і регіону Мауле.
Територія — 1 552 км². Чисельність населення - 45 976 жителя (2017). Щільність населення — 29,6 чол./км².

## Розташування
Місто розташоване за 49 км на північний схід від адміністративного центру області міста Талька та за 15 км на південь від адміністративного центру провінції міста Курико.
Комуна межує:
- на північному сході - з комуною Курико
- на сході — з провінцією  Мендоса (Аргентина)
- на півдні - з комуною Сан-Клементе
- на південному заході - з комуною Ріо-Кларо
- на заході - з комуною Саграда-Фамілія